# Cigarettes After Sex (album)
Cigarettes After Sex è il primo album in studio del gruppo musicale statunitense Cigarettes After Sex, pubblicato il 9 giugno 2017.

## Tracce
Tutte le tracce sono state scritte da Greg Gonzalez.
1. K. – 5:19
2. Each Time You Fall in Love – 4:50
3. Sunsetz – 3:34
4. Apocalypse – 4:50
5. Flash – 4:34
6. Sweet – 4:51
7. Opera House – 6:04
8. Truly – 4:03
9. John Wayne – 4:18
10. Young & Dumb – 4:33

## Formazione

### Cigarettes After Sex
- Greg Gonzalez – (voce, chitarra elettrica, chitarra acustica, produzione, registrazione)
- Phillip Tubbs – (tastiere)
- Randall Miller – (basso, graphic design)
- Jacob Tomsky – (batteria)

### Membri aggiuntivi
- Greg Calbi  – (mastering)
- Rocky Gallo – (mixaggio (tutte le tracce), registrazione (traccia 2))

## Classifiche

### Classifiche settimanali
| Classifica (2017-22)             | Posizione massima |
| -------------------------------- | ----------------- |
| Australia                        | 96                |
| Austria                          | 18                |
| Belgio (Fiandre)                 | 5                 |
| Belgio (Vallonia)                | 12                |
| Finlandia                        | 31                |
| Francia                          | 42                |
| Germania                         | 39                |
| Grecia                           | 65                |
| Irlanda (album indipendenti)     | 13                |
| Italia                           | 88                |
| Nuova Zelanda (Heatseeker)       | 1                 |
| Paesi Bassi                      | 53                |
| Portogallo                       | 21                |
| Regno Unito                      | 27                |
| Regno Unito (album indipendenti) | 2                 |
| Repubblica Ceca                  | 47                |
| Scozia                           | 24                |
| Svizzera                         | 21                |

### Classifiche di fine anno
| Classifica (2017) | Posizione |
| ----------------- | --------- |
| Belgio (Fiandre)  | 59        |
| Belgio (Vallonia) | 172       |
| Classifica (2022) | Posizione |
| Islanda           | 66        |
| Classifica (2023) | Posizione |
| Islanda           | 39        |
| Classifica (2024) | Posizione |
| Portogallo        | 110       |